# Stade Michel-d’Ornano
Das Stade Michel-d’Ornano ist das 1993 eröffnete Fußballstadion in Caen, Département Calvados in der Region Normandie, Frankreich.

## Geschichte
In der Bauzeit von Dezember 1991 bis Juni 1993 entsteht anstelle des alten Stade de Venoix das neue Stadion. Seinen Namen verdankt die Arena dem ehemaligen französischen Politiker Michel d’Ornano. Das Stade de Venoix mit Radrennbahn wurde 1925 gebaut; es fasst nur 9.000 Zuschauer und entsprach nicht den Anforderungen der ersten Liga.
Am 6. Juni 1993 wurde das neue Stadion vom damaligen französischen Premierminister Édouard Balladur eröffnet. Zur Einweihung spielte der SM Caen gegen den FC Bayern München und gewann 4:1. Der FC Bayern hatte erst am Vortag das letzte Spiel der Saison 92/93 gegen den FC Schalke 04 (3:3) bestritten.
Das Stadion war ausgelegt auf eine Kapazität von 22.864 Zuschauern. Durch Umwandlung von Steh- in Sitzplätze nach dem „Drama von Furiani“ verringerte sich die Zahl auf heute 21.500 Plätze. Der Rekordbesuch geht auf den 4. Dezember 2004 zurück, als der SM Caen vor 20.972 Zuschauern gegen Olympique Marseille spielte. Die Gesamtkosten des Baus beliefen sich auf 149 Mio. FF (ca. 22,7 Mio. €). Die Arena erstreckt sich auf 180 m Länge bei einer Breite von 163 m und sie ragt 18,50 m in die Höhe. Die Spielfeldabmessungen betragen 105 m mal 68 m. Die Flutlichtanlage besteht aus 120 Scheinwerfern; angebracht am Stadiondach leistet sie 1800 Lux.
Das Stadion in Caen ist das erste Stadion von mehreren Stadien wie das Stade Louis-Dugauguez (Sedan), Stade Auguste-Bonal (Sochaux) oder das Stade de la Route de Lorient (Rennes), die aus einzelnen Modulen wie aus einem Baukasten bestehen. Äußerlich unterscheiden sich die Spielstätten, doch gleicht sich ihre innere Struktur.

## Nutzung
Das Stadion dient als Heimspielstätte des SM Caen. Daneben war es im Juli 2010 einer von fünf Spielorten der U-19-Fußball-Europameisterschaft in Frankreich. Neben einem Gruppenspiel fand ein Halbfinale und das Endspiel des EM-Turniers im Stade Michel-d’Ornano statt.
Das Stadion diente zudem im August und September 2014 als Hauptstadion der Weltreiterspiele.